# Chaosmagie

Der „Chaosstern“ – Symbol der Chaosmagie

Chaosmagie ist eine Tradition der westlichen Esoterik ab Mitte des 20. Jahrhunderts, die von sehr persönlich-individualistischen magischen Ansätzen geprägt ist und eine Abkehr von zuvor in magischen Orden wie dem Golden Dawn praktizierten Ritualmagie darstellt. Die Chaosmagie ignoriert diese Traditionen nicht, sondern stellt sie als verschiedene „Paradigmen“ im Prinzip gleichwertig nebeneinander. Eine besondere Rolle spielt der magische Wille und die verschiedenen Techniken, mit denen die Schranken von Wille und Bewusstsein überwunden werden sollen.
Die Anhänger der Chaosmagie bezeichnen sich als „Chaosmagier“, häufig auch als „Chaoisten“ und vereinzelt auch als „Chaoten“.

## Geschichte
In den Jahren nach dem Tod Aleister Crowleys 1947 wurde die von der esoterischen Szene Großbritanniens praktizierte Magie experimenteller, persönlicher und löste sich immer mehr von etablierten magischen Traditionen. Die wichtigsten Gründe dafür sind möglicherweise die Veröffentlichung weiterer Bücher zu Magie, insbesondere in den Werken Aleister Crowleys und Israel Regardies, die radikal unorthodoxe Magie von Austin Osman Spares „Zos Kia Cultus“, die durch den Erfolg des Wicca-Kultes wachsende Popularität der Magie und der Gebrauch halluzinogener Drogen.
Der Begriff der Chaosmagie tauchte erstmals in gedruckter Form in dem Buch „Liber Null“ (1978) von Peter James Carroll auf. Darin formulierte Carroll verschiedene Ideen über Magie, die sich radikal von dem unterschieden, was man in den Tagen Aleister Crowleys als magische Mysterien bezeichnet hatte. Dieses Buch, zusammen mit „Psychonaut“ (1982) vom selben Autor, ist noch immer die wichtigste Grundlage dieser Bewegung.
Carroll war auch, zusammen mit Ray Sherwin, einer der Gründer des „Magischen Paktes der Illuminaten von Thanateros“ (kurz: „Illuminaten von Thanateros“, oder auch „IOT“, „Illuminates of Thanateros“) im Jahre 1986, einem magischen Orden, der die Lehre und Entwicklung der Chaosmagie bis heute fortsetzt. Die meisten Autoren und sonstigen bekannten Chaosmagier erwähnen eine Zusammenarbeit. Abgesehen von diesem Orden ist die Chaosmagie jedoch einer der am wenigsten organisierten Bereiche der Magie. Carrolls Leitung dieses Ordens endete um 1990, die dabei stattfindenden Auseinandersetzungen werden szenenintern als „Eismagiekrieg“ bezeichnet, und so muss der Orden seitdem ohne seinen Gründer auskommen.
Der Name „Chaos“ und das dazugehörige Symbol, der achtstrahlige Stern (auch „Chaosstern“, „Chaoskugel“ oder „Symbol der 8“ genannt) wurde von Carroll allem Anschein nach aus einem Fantasyroman entlehnt, nämlich Michael Moorcocks Elric von Melniboné – Die Sage vom Ende der Zeit. Carroll verwies jedoch nirgends auf den Ursprung seiner Symbolik.
Der Tradition, aus Fantasybüchern zu borgen, blieb Carroll auch später treu: In seinem späteren Werk Liber Kaos – Das Psychonomikon (1992, deutsch 1994) stellte er ein achtfaches System der Magie vor, das an Terry Pratchetts Scheibenwelt-Romane angelehnt ist. Diesmal verwies er in einer Fußnote und der Literaturangabe auf den Ursprung.

## Magischer Paradigmenwechsel
Das vielleicht auffälligste Merkmal der Chaosmagie ist das Konzept des magischen Paradigmenwechsels. Es entstand die Technik, das eigene Magiemodell (oder -paradigma) willkürlich zu wechseln, was zu einem Grundgedanken der Chaosmagie wurde. Ein Beispiel für einen magischen Paradigmenwechsel wäre es, zuerst ein Ritual aus dem „Necronomicon“ und anschließend einen Runenzauber durchzuführen. Diese zwei magischen Paradigmen sind voneinander sehr verschieden; während der Chaosmagier jedoch eines von ihnen verwendet, ist er von diesem vollkommen überzeugt. Das beinhaltet, dass alle jeweils anderen magischen Paradigmen (die sich häufig gegenseitig ausschließen) in diesem Moment ignoriert werden.

## Der gnostische Zustand
Eine andere grundlegende Idee ist der gnostische Zustand, ein Bewusstseinszustand, der von Anwendern der Chaosmagie zum Ausführen der meisten Formen von Magie erzeugt wird. Dabei werden die in älteren Magietraditionen notwendigen theurgischen Anrufungen Gottes, Teufelspakte oder ähnliche Operationen durch einen „magischen“ Bewusstseinszustand ersetzt. Ein Vorläufer dieser Idee ist die Art, wie Aleister Crowley das buddhistische Konzept des Samadhi interpretierte. Vergleichbare Ansätze, jedoch ohne Bezüge auf das Yoga, sollen auch in den Werken von Austin Osman Spare zu finden sein.
Der Gnostische Zustand soll erreicht werden, indem das Bewusstsein auf einen einzigen Punkt, Gedanken oder ein einziges Ziel fokussiert wird und alle anderen Gedanken ausgeschlossen werden. Ziel soll es sein, das alltägliche und diskursive Bewusstsein auszuschalten und dadurch Zugriff auf das Unbewusste zu bekommen. Dabei können die Techniken, die zum Erreichen der Gnosis führen, in zwei grobe Kategorien eingeteilt werden, die von Carroll vorgeschlagen werden:
Dämpfungsgnosis (“inhibitory gnosis”)
Diese Techniken arbeiten mit der Beruhigung beziehungsweise Ausschaltung der Sinne. Dazu gehören zum Beispiel alle Arten der (aktiven) Meditation, Gebete, Drogen, Konzentration auf nur einen Sinn oder auch die sogenannte „Todesstellung“, bei der der Magier versucht, mit verbundenen Augen, Ohrenstöpseln, verschlossener Nase und Mund mit leeren Lungen (ausgeatmeter Zustand) möglichst lange liegenzubleiben, bis der Überlebensinstinkt seines Körpers die Kontrolle übernimmt und er mehr oder minder panisch nach Luft schnappt – genau in diesem Augenblick ist das wache Bewusstsein ausgeschaltet (es geht nur ums Überleben), und die Gnosis ist erreicht.
Erregungsgnosis (“excitatory gnosis”)
Diese Techniken versuchen, das Wachbewusstsein durch Überreizung der Sinne auszuschalten. Wie zum Beispiel: Laute Musik, ekstatisches Tanzen, intensives körperliches Training. Auch hier tritt durch die Überreizung der Sinne ein Zustand ein, der das wache, denkende Bewusstsein ausschaltet und das Tor zum Unbewussten öffnet. In diesen Momenten richtet man sich ganz nach seinen Instinkten und ignoriert störende körperliche Signale wie Schmerzen oder Freuden. Nur noch auf das Ziel konzentriert, ohne Gedanken an mögliche Folgen, ist es, als „leite einen eine fremde Macht“.
Eine dritte, von Phil Hine vorgeschlagene Kategorie der Gnosistechnik ist die:
Gleichgültige Leere (“indifferent vacuity”)
Sie wird dann erreicht, wenn man die beabsichtigte Wirkung des Zaubers gewissermaßen gelangweilt, „im Vorbeigehen“, visualisiert oder in Zeichenform bringt (Sigille). Wichtig ist hierbei – wie auch bei allen anderen Magietechniken – schnellstmöglich zu vergessen oder zu verdrängen, dass man überhaupt eine magische Tätigkeit ausgeführt hat.
Chaosmagier entwickeln jeweils ihre eigenen Methoden, diese Zustände zu erreichen. Alle diese Methoden gründen auf der Auffassung, dass ein einfacher Gedanke oder eine einfache Anweisung im Gnostischen Zustand erlebt und danach schnell vergessen wird, in das Unbewusste eintritt und dort mittels Fähigkeiten umgesetzt wird, die dem bewussten Denken nicht zugänglich sind.

## Chaosmagier
Wer Chaosmagie praktiziert, versucht außerhalb aller Kategorien zu stehen. Weltbilder, Theorien, Glaubenssätze, Meinungen, Gewohnheiten und sogar Persönlichkeiten sind für die Chaosmagier nur Werkzeuge, die willkürlich gewählt werden können, um die Welt, die sie um sich sehen und erschaffen, zu verstehen und zu gestalten. Chaosmagier werden oft als lustig, extrem und sehr individualistisch beschrieben. Sie betrachten sich auch als außerordentlich tolerant, denn ihrer Ansicht nach sind alle Dinge, über die man sich streiten könnte, ohnehin nur Meinungen und somit beliebig austauschbar. Wichtige Vertreter der Chaosmagie sind oder waren: Peter James Carroll, Jan Fries, Jaq D. Hawkins und Ray Sherwin.

## Symbole und Gottheiten
Die Chaosmagie unterscheidet sich von allen anderen magischen Traditionen darin, dass sie keinem Symbol und keiner Gottheit besondere Bedeutung zuschreibt. Wicca und Thelema zum Beispiel sind ohne die Göttin beziehungsweise ohne Aiwass nicht denkbar. Im Gegensatz dazu können Chaosmagier nach Belieben Ideen, Ideengebäude oder Glaubenssysteme wählen, denen sie (zeitweise) anhängen und entsprechend denen sie anbeten, invozieren oder evozieren. Erwähnenswert ist dennoch der Baphomet, von Éliphas Lévi in den modernen Okkultismus eingeführt, der in der Chaosmagie die Lebenskraft dieses Planeten verkörpert und in sogenannten „Chaos B-Messen“ invoziert wird, um Kraft zu erlangen.
Ein chaosmagischer Ansatz ist die Verwendung von Farben, um die hinter den im Ritual verwendeten „Göttern“ stehenden Kräfte zu systematisieren. Diese farbliche Zuordnung orientiert sich an den Zuordnungen zu dem vom Golden Dawn und anderen Organisationen verwendeten Lebensbaum der Hermetischen Kabbala. Im Liber Kaos stellt Carroll diese Zuordnung folgendermaßen dar:
- Violett oder Silber: Sexualmagie
- Grün: Liebesmagie
- Orange: Denkmagie
- Gelb: Egomagie
- Rot: Kriegsmagie
- Blau: Vermögensmagie
- Schwarz: Todesmagie
- Oktarin: Reine Magie

Die Farbe Oktarin – die „Farbe der Magie“ aus Pratchetts Scheibenwelt – wird dabei dem Planeten Uranus zugeordnet und als „persönliche Note“ verstanden, welche dem Wesen des ausübenden Magiers entspricht. Die übrigen sieben Farben, welche den sieben Planeten der klassischen Astrologie entsprechen, sollen für die Prägung durch Umwelt und Kultur stehen.
Getreu der Vorstellung, dass alles Bedeutung und magische Kraft besitzen kann, gibt es chaosmagische Rituale, um so verschiedene Konzepte wie die Farbe Oktarin, getragene Socken oder Harpo Marx. In manchen Fällen haben sich diese rituellen Verwendungen zu kurzlebigen, aber komplexen Kulten entwickelt, die als Parodien geordneterer magischer Traditionen oder der Ordnung im Allgemeinen gesehen werden können. Außerdem sind mit dem Chaos assoziierte traditionelle Gottheiten wie Tiamat, Eris, Loki und Hun Dun beliebt, wie auch aus Howard Phillips Lovecrafts Cthulhu-Mythos stammende Wesen.
Der achtstrahlige Chaosstern, ursprünglich den Fantasy-Romanen von Michael Moorcock entnommen, wird häufig von Chaosmagiern verwendet. Diese Vorliebe wird jedoch nicht von allen geteilt und entspringt möglicherweise einzig der halboffiziellen Verwendung dieses Symbols durch die „Illuminaten von Thanateros“. Die meisten Chaosmagier entwerfen selbst regelmäßig neue magische Symbole für den persönlichen Gebrauch, siehe Sigillenmagie.

## Chaosmagie in der Popkultur
In den 1990ern ist gelegentlich in Marvel-Comics und Buffy von Chaosmagie gesprochen worden. Zur Popularisierung der Chaosmagie trug auch Grant Morrison mit seinem Comic-Epos The Invisibles (1994–2000) bei.
In den von Games Workshop herausgebrachten Rollenspielen bzw. Tabletopspielen Warhammer Fantasy und Warhammer 40,000 spielt Chaosmagie ebenfalls eine Rolle, Anhänger des Chaos tragen oft Chaossterne auf Rüstungen, Waffen oder Panzern. Hier gilt Chaosmagie allerdings als prinzipiell verwerflich, weil sie die Anwender mit der Zeit geistig und körperlich deformiert. Auch gibt es hier 4 primäre (und einige geringere) untereinander verfeindete Gottheiten des Chaos, namentlich Khorne (Krieg), Nurgle (Verfall), Slaanesh (Ausschweifung) und Tzeentch (Wandel).